# Милисав Бошковић
Милисав Бошковић (Књажевац, 1910. године - Књажевац, 1997. године) био је српски трговац, председник скупштине, директор млинског предузећа и ТП-а, директор Туристичког бироа, шеф откупне станице, рецезент.

## Биографија
Рођен је у трговачкој породици, 1927. године завршио је гимназију. Радио је као трговачки помоћник код свог оца Божидара. Запослио се у руднику Подвис", прешао је у одељење за снадбевање „Добра срећа” у Књажевцу, којим је успешно руководио од 1951. године до 1955.  године а био је и председник Скупштине општине Књажевац. После тога постаје директор Млинског предузећа, и ТП-а „Јединство" у  Књажевцу. Наставља као директор Туристичког бироа и шеф откупне станице „Индустросировине". Године 1973. одлази у пензију. Књажевцу је познат као „жива енциклопедија”, изучавао је и фотографисао све важне догађаје и људе у Књажевцу.